# Fuduntu
Fuduntu Linux war eine Rolling-Release-Linux-Distribution. Das Ziel des Distribution-Projektes war es, eine ästhetisch ansprechende Benutzererfahrung mit aktuellen Anwendungen vorwiegend für Notebooks oder Netbooks, aber auch für Desktop-Computer zu bieten. Die Distribution enthielt mit Gnome 2 eine klassische Arbeitsoberfläche. Neben Open-Source-Software war auch proprietäre Software wie Adobe Flash oder Steam enthalten, die zur Installation von ihrem Software-Repository zur Verfügung gestellt wurde. Fuduntu war auf einen geringen Energieverbrauch optimiert und bot Werkzeuge zur Maximierung der Akkulaufzeit. Da Fuduntu als Rolling Release entwickelt wurde, konnten die Benutzer kontinuierlich von aktueller Software profitieren.

## Geschichte
Fuduntu wurde von Andrew Wyatt ins Leben gerufen, um die Vorteile der Linux-Distributionen Fedora und Ubuntu zu vereinen und auf einem Asus-Eee-Netbook optimal nutzen zu können. Fuduntu wurde ursprünglich auf der Basis von Fedora entwickelt, verwendete aber seit der Abspaltung  von Fedora 14 Anfang November 2011 eine eigene Codebasis. Deshalb konnten die für aktuelle Fedora-Versionen erstellten Pakete inkompatibel sein.
Mitte April 2013 wurde ein öffentliches Meeting abgehalten um die Zukunft von Fuduntu zu besprechen, die von zwei zentralen Entwicklungen gefährdet war: Die Arbeitsumgebung Gnome 2 und die Programmbibliothek  GTK2 waren veraltet und wurden zunehmend seltener unterstützt, außerdem setzte sich systemd als Hintergrundprogramm immer mehr durch, welches von Fuduntu aber nicht unterstützt wurde. Man war in einer Sackgasse angekommen, konnte die Ressourcen um die Hürden zu überwinden nicht bereitstellen und entschloss sich deshalb das Projekt zu beenden.
Sollte es ursprünglich noch Support bis Ende September 2013 geben, verkündete Andrew Wyatt am 28. April 2013 das endgültige Aus von Fuduntu aufgrund der stark zurückgegangenen Nutzerzahlen. Kurz darauf wurden alle bis dahin aufgelaufenen Änderungen in einer finalen Version 2013.3 veröffentlicht.

## Besondere Eigenschaften
Wegen der Ausrichtung auf einen geringen Energieverbrauch lagen bei Fuduntu die /tmp- und /var/log-Verzeichnisse in einer RAM-Disk. Zudem wurde die Swap-Priorität in der Speicherverwaltung des Linux-Kernels auf einen unüblich tiefen Wert von 10 gesetzt, um die Häufigkeit von Festplattenzugriffen zu reduzieren. Zusätzlich enthielt Fuduntu das von Andrew Wyatt entwickelte Jupiter-Energie-Management-Applet für eine einfache Regulierung der CPU-Performance-Einstellungen, Bildschirmausgabe, Auflösung etc.
Ähnlich wie Ubuntu beinhaltete die Fuduntu-Installation je eine Software für einen Zweck:
- Dateimanager: Nautilus Elementary
- Browser: Chromium
- E-Mail-Programm: Mozilla Thunderbird
- Office-Paket: LibreOffice
- Bildbearbeitungssoftware: GIMP
- Mediaplayer: VLC

Auf den Installationsmedien waren zudem folgende proprietäre Pakete enthalten:
- Adobe Flash
- Fluendo Media Codec
- Steam[3]
- Netflix-Support von Ubuntu[3][10]

Neben dem Mac OS X nachempfundenen Dock, das mit der Software Cairo Dock verwirklicht wurde, fiel an der grafischen Gestaltung von Fuduntu das Faenza Cupertino genannte Icon-Thema auf. Es gab dem Desktop mit seinen streng quadratisch gestalteten Icons das für Fuduntu typische Aussehen.

## Fuduntu-Projekt
Die Fuduntu-Distribution war ein Community-Projekt mit demokratischer Entscheidungsfindung. Trotz der Entwicklung als Rolling Release veröffentlichten die Entwickler regelmäßig „Quartals-Release-Medien“. Dabei handelte es sich um Installationsmedien, die den aktuellen Entwicklungsstand abbildeten.
Rund 18 Personen gehörten zum Entwicklerteam, das Führungsteam des Projekts bestand aus den folgenden Mitgliedern: (Stand: November 2012)
- Andrew Wyatt, Projektleiter
- Randy Adams (Crandy2), Leiter Supportteam
- Noah Hall (Enalicho), Leiter Entwicklungsteam
- Nick Bryda (Fufu), Leiter Paketierungsteam
- David Holden, Leiter Infrastruktur
- Lee Ward (ViperChief), Leiter Kommunikationsteam
- Blair Zimmerman (Psych0), Leiter Marketing

### Andrew Wyatt
Andrew Wyatt ist der Gründer und Projektleiter des Fuduntu-Projektes. Er ist ausgebildeter Linux Systems Architect and Engineer sowie Red Hat Certified Engineer und arbeitete 16 Jahre lang als Technologie-Leiter in der Bereitstellung und Verwaltung von IT-Lösungen.

## Auszeichnung und Verbreitung
- Am 14. März 2013 ernannte die Linux Foundation Fuduntu zum Sieger des Jahres 2013 in der Kategorie „Beste Desktop-Distribution“.[12]
- Fuduntu war unter anderem Teil der Heft-DVDs der Linux-Zeitschriften Linux Intern und Linux Format.[13]
- Im Juli 2012 schätzten die Entwickler die Anzahl der aktiven Installationen auf rund 35.000,[14] im Oktober 2012 bereits auf rund 45.000.[15][9] Diese Zahlen wurden durch Auswertung von Software und Datenverkehr ermittelt.

## Kritik
Es wurde kritisiert, dass Fuduntu auch in der Version 2013.1 immer noch die Gnome-Oberfläche der Version 2 als Standarddesktop verwendete, statt auf die aktuelleren MATE, Cinnamon oder Gnome 3 zu setzen. Die Entwickler boten in dieser Version Enlightenment als Alternative zum nachinstallieren an. Mit Version 2013.2 begann die Arbeit an einer KDE Variante von Fuduntu.

## Versionsgeschichte
| Datum              | Version | Bemerkung |
| ------------------ | ------- | --- |
| 7. November 2010   | 14.0.8  | - Veröffentlichung eines Fedora-14-Remix als lehrreiche Übung auf Sourceforge - Verschiebung der Dateiverzeichnisse /tmp and /var/log auf eine RAM-Disk - Einstellung der Swap-Priorität im Kernel auf 10 (Standard ist 60) - Hinzufügung von Jupiter zur Energieersparnis - Einrichtung des Schnellstarts von OpenOffice |
| 25. November 2010  | 14.5    | - CFS durch BFS ersetzt - Deadline-IO-Scheduler als Standard - Diverse Optimierungen, welche die Verfügbarkeit und Antwortzeiten eines Fuduntu-Computers verbessern - Thunderbird in die Standard-Installation aufgenommen                                                                                                |
| 3. Dezember 2010   | 14.6    | - Überarbeitete Benutzeroberfläche - Verbesserung des Zusammenspiels der IRQ und BFS im Kernel - Fuduntu 14.6 weist einen Grund-Speicherverbrauch von 150 MB nach der Installation auf |
| 10. Dezember 2010  | 14.7    | - Cache von Mozilla Firefox auf eine RAM-Disk verschoben - Adobe Flash und Fluendo-Media-Codecs werden nach Erteilung einer Redistributionslizenz mit ausgeliefert. - NTFS-3G aufgenommen |
| 18. Dezember 2010  | 14.7-2  | Folgende Programme wurden in den Standard-Lieferumfang aufgenommen: - Preloader - Crebs - vorkonfigurierte Dropbox-Installation - Samba |
| 21. Dezember 2010  | 14.7-3  | - Verbesserungen der Schriftqualität durch die Integration von Infinality freetype enhancement - VLC wurde in die Standardinstallation aufgenommen |
| 5. Januar 2011     | 14.7-7  | - Integration von Likewise Open und bluez-compat - Die Fuduntu-Pakete werden nun in „Stabil“-, „Test“- und „Source“-Repositorien unterteilt. |
| 7. Januar 2011     | 14.8    | - Kernel 2.6.37, - PowerTop 2.0 - BFS wurde entfernt und wieder durch CFS ersetzt |
| 16. Januar 2011    | 14.8-2  | - Ilurus und „Open-Terminal-Here“-Erweiterung integriert - Integration des Nautilus-Actions-configuration-Tools - Tomboy |
| 23. Januar 2011    | 14.8-3  | - Shutter - Yelp - Gnome Color Manager |
| 29. Januar 2011    | 14.8-4  | - Fehlerbereinigung, keine neuen Funktionen |
| 11. März 2011      | 14.9    | - Kernel 2.6.37.3, - Adobe Flash Plugin 10.2 - Chromium 9 (Stable) - Prism - OpenShot 1.2.2 |
| 18. Juni 2011      | 14.10   | - Kernel 2.6.39.1 - ext4 als Standard-Dateisystem - Integration von proprietären Treibern für NVIDIA- (akmod-nvidia) und ATI-Grafikkarten (akmod-catalyst) |
| 4. Juli 2011       | 14.10.1 | - Überarbeitung des Bootprozesses, unter anderem durch die Integration von dracut - Banshee 2.0.1 |
| 20. September 2011 | 14.11   | - Dieses Release wird als das erste offizielle Fuduntu-Rolling-Release-ISO-Image bezeichnet. |
| 7. November 2011   | 14.12   | - Das erste Release, das auf einer von Fedora unabhängigen Codebasis aufbaut - Kernel 3.0.7 - X.Org-Server 1.11.1 |
| 10. Januar 2012    | 2012.1  | - Neue Versionen diverser Pakete |
| 1. April 2012      | 2012.2  | - Kernel 3.2.13 - Pidgin ersetzt Empathy als IM Client - Verbesserung der Hardwareerkennung |
| 2. Juli 2012       | 2012.3  | - Kernel 3.4.4 - GCC 4.6.3 - Anaconda 16.2 - GRUB 2 als Standard-Bootloader |
| 1. Oktober 2012    | 2012.4  | - Kernel 3.4.10 - Umstellung von OpenOffice zu LibreOffice 3.6.1.2 - Mit diesem Update wurde die Verwaltung der TMPFS Mount Points optimiert - Umstrukturierung des Filesystems, wie es auch bei Fedora 17 umgesetzt wurde, wobei das /run-Verzeichnis auf einer RAM-Disk liegt.                                          |
| 7. Januar 2013     | 2013.1  | - Kernel 3.6.9 - Jockey offeriert dem Benutzer nach Bedarf proprietäre Treiber - Steam und Netflix-Desktop-Integration - Enlightenment steht als Alternative zur Arbeitsumgebung Gnome in den Repositorien zur Verfügung - Unterstützung von Nvidia Optimus                                                               |
| 8. April 2013      | 2013.2  | - Neue, abgespeckte, „Fuduntu Lite“ Installationsmöglichkeit für Netbooks - Kernel 3.8.3-3 - LibreOffice 4 |

## Systemvoraussetzungen
Für die Version 2012.4:
32 Bit: 900 MHz oder schnellere CPU, 384 MB RAM, 5 GB verfügbarer Festplattenspeicher.
64 Bit: 1 GHz oder schnellere 64-Bit-CPU, 1 GB RAM, 6 GB verfügbarer Festplattenspeicher.